# Hornbeck
Hornbeck – miasto w Stanach Zjednoczonych, w stanie Luizjana, w parafii Vernon.